# IC 2332
IC 2332 је појединачна звијезда у сазвјежђу Рак која се налази на листи објеката дубоког неба у Индекс каталогу.
Деклинација објекта је + 19° 55' 21" а ректасцензија 8h 22m 39,7s.